# Kira Noir
Kira Noir (San Marino, California; 16 de julio de 1994) es una actriz pornográfica estadounidense.

## Biografía
Noir nació en la ciudad de San Marino, situada en el Condado de Los Ángeles de California. Su padre trabajaba para la Marina estadounidense, motivo por el que se desplazaban continuamente de lugar. Después de que sus padres se divorciaran, Kira, junto a su madre y su hermana, se trasladó a Nashville (Tennessee), donde creció. No se sabe mucho más acerca de su biografía antes de 2014, año en que a sus 20 años decide entrar en la industria pornográfica.
Como actriz ha trabajado para estudios como New Sensations, Devil's Film, Blacked, Hard X, Vixen, Evil Angel, Sweetheart Video, Burning Angel, Deeper, Filly Films, Jules Jordan Video, Hustler, Pure Taboo, Elegant Angel o Girlfriends Films.
En 2017 fue nominada en los Premios AVN y XBIZ en la categoría de Mejor actriz revelación. Ese año destacaron otras nominaciones, como en los AVN las de Mejor escena de trío M-H-M por Hungry Assholes; Mejor actuación solo / tease por Kinky Fantasy Club o la de Mejor escena de sexo lésbico por Lesbian Beauties 16: Interracial. También obtuvo la nominación en los XBIZ a la Mejor escena de sexo en película de parejas o temática por The Masseuse 10.
Ha grabado más de 830 películas como actriz.
Otras películas de su filmografía son A Lesbian Romance 2, Angelic Black Asses 3, Best Friends 5, Black Babysitters 3, Filthy Fashion Models, Hot, Black And Anal, Shades of Love, Special Dark o Spunked.

## Premios y nominaciones
| Año  | Ceremonia       | Resultado | Premio                                                 | Trabajo                             |
| ---- | --------------- | --------- | ------------------------------------------------------ | ----------------------------------- |
| 2017 | Premios AVN     | Nominada  | Mejor actriz revelación                                | —                                   |
| 2017 | Premios AVN     | Nominada  | Mejor escena de trío M-H-M                             | Hungry Assholes                     |
| 2017 | Premios AVN     | Nominada  | Mejor actuación solo / tease                           | Kinky Fantasy Club                  |
| 2017 | Premios AVN     | Nominada  | Mejor escena de sexo lésbico                           | Lesbian Beauties 16: Interracial    |
| 2017 | Premios AVN     | Nominada  | Premio fan: Debutante más caliente                     | —                                   |
| 2017 | Premios XBIZ    | Nominada  | Mejor actriz revelación                                | —                                   |
| 2017 | Premios XBIZ    | Nominada  | Mejor escena de sexo en película de parejas o temática | The Masseuse 10                     |
| 2017 | Premios XRCO    | Nominada  | Mejor debutante                                        | —                                   |
| 2018 | Premios AVN     | Nominada  | Mejor actriz de reparto                                | Ethni•City                          |
| 2018 | Premios AVN     | Nominada  | Mejor escena de sexo en grupo                          | Blacked Out Orgy                    |
| 2018 | Premios AVN     | Nominada  | Mejor escena de sexo lésbico en grupo                  | Zebra Girls 4                       |
| 2018 | Premios AVN     | Nominada  | Mejor escena de trío M-H-M                             | Naughty Black Housewives 4          |
| 2018 | Premios AVN     | Nominada  | Premio fan: Artista femenina favorita                  | —                                   |
| 2018 | Premios XBIZ    | Nominada  | Mejor actriz protagonista                              | Ethnicity                           |
| 2019 | Premios AVN     | Nominada  | Artista femenina del año                               | —                                   |
| 2019 | Premios AVN     | Ganadora  | Mejor escena de sexo en grupo                          | After Dark                          |
| 2019 | Premios AVN     | Nominada  | Mejor escena de sexo en grupo                          | We Fuck Black Girls                 |
| 2019 | Premios AVN     | Nominada  | Mejor escena de sexo oral                              | Kira and Julie Suck Dick Together   |
| 2019 | Premios AVN     | Nominada  | Mejor escena de trío M-H-M                             | Naughty Black Housewives 4          |
| 2019 | Premios AVN     | Nominada  | Premio fan: Artista femenina favorita                  | —                                   |
| 2019 | Premios Urban X | Nominada  | Artista femenina del año                               | —                                   |
| 2020 | Premios AVN     | Nominada  | Artista femenina del año                               | —                                   |
| 2020 | Premios AVN     | Nominada  | Mejor actriz de reparto                                | The Gentleman                       |
| 2020 | Premios AVN     | Nominada  | Mejor escena de doble penetración                      | Kira Noir DP/DA                     |
| 2020 | Premios AVN     | Nominada  | Mejor escena de gangbang                               | Kira Noir: Cock Crazy               |
| 2020 | Premios AVN     | Nominada  | Mejor escena de sexo en grupo                          | 3 Cheers for Satan                  |
| 2020 | Premios XBIZ    | Nominada  | Mejor actriz de reparto                                | The Bachelorette                    |
| 2020 | Premios XBIZ    | Nominada  | Mejor escena de sexo en película lésbica               | The Bachelorette                    |
| 2020 | Premios XBIZ    | Ganadora  | Mejor escena de sexo en película parodia               | 3 Cheers for Satan                  |
| 2020 | Premios XBIZ    | Nominada  | Mejor escena de sexo en película vignette              | Clinical Trial                      |
| 2021 | Premios AVN     | Ganadora  | Aparición mainstream del año                           | —                                   |
| 2021 | Premios AVN     | Nominada  | Artista femenina del año                               | —                                   |
| 2021 | Premios AVN     | Ganadora  | Mejor actriz de reparto                                | Primary                             |
| 2021 | Premios AVN     | Nominada  | Mejor escena de sexo chico/chica                       | Primary                             |
| 2021 | Premios AVN     | Nominada  | Mejor escena de sexo en grupo                          | A Blind Date With Dick              |
| 2021 | Premios AVN     | Nominada  | Mejor escena de sexo lésbico                           | The Path to Forgiveness             |
| 2021 | Premios AVN     | Nominada  | Mejor escena de sexo lésbico en grupo                  | Primary                             |
| 2021 | Premios AVN     | Nominada  | Mejor escena de trío M-H-M                             | Ebony Overload                      |
| 2021 | Premios XBIZ    | Nominada  | Artista femenina del año                               | —                                   |
| 2021 | Premios XBIZ    | Nominada  | Mejor actuación protagonista                           | Primary                             |
| 2021 | Premios XBIZ    | Ganadora  | Mejor escena de sexo en película lésbica               | Primary                             |
| 2022 | Premios AVN     | Nominada  | Artista femenina del año                               | —                                   |
| 2022 | Premios AVN     | Ganadora  | Mejor actriz de reparto                                | Casey: A True Story                 |
| 2022 | Premios AVN     | Nominada  | Mejor escena de sexo lésbico                           | Primary 2                           |
| 2022 | Premios AVN     | Nominada  | Mejor escena de trío M-H-M                             | Menage a Trois                      |
| 2022 | Premios XBIZ    | Nominada  | Mejor escena de sexo en película gonzo                 | Tushy Raw V23                       |
| 2022 | Premios XBIZ    | Nominada  | Mejor escena de sexo en película protagonista          | Casey: A True Story                 |
| 2023 | Premios AVN     | Ganadora  | Artista femenina del año                               | —                                   |
| 2023 | Premios AVN     | Ganadora  | Mejor actriz de reparto                                | Sorrow Bay                          |
| 2023 | Premios AVN     | Nominada  | Mejor escena de sexo en grupo                          | Hungry for More?                    |
| 2023 | Premios AVN     | Nominada  | Mejor escena de sexo lésbico en grupo                  | Maid to Kill                        |
| 2023 | Premios AVN     | Nominada  | Mejor escena de sexo oral                              | BJRaw Boobs 3                       |
| 2023 | Premios AVN     | Nominada  | Mejor escena de sexo transexual en grupo               | The Physical: Nurses Retreat        |
| 2023 | Premios XBIZ    | Ganadora  | Mejor escena de sexo transexual                        | Muses: Eva Maxim                    |
| 2024 | Premios AVN     | Nominada  | Artista femenina del año                               | —                                   |
| 2024 | Premios AVN     | Nominada  | Mejor actriz                                           | Machine Gunner                      |
| 2024 | Premios AVN     | Nominada  | Mejor actuación solo / tease                           | Primary 3                           |
| 2024 | Premios AVN     | Nominada  | Mejor escena de doble penetración                      | Kira vs Kira                        |
| 2024 | Premios AVN     | Nominada  | Mejor escena de gangbang                               | Drown in Cock, My Love              |
| 2024 | Premios AVN     | Nominada  | Mejor escena de sexo anal                              | Anal Stars 4                        |
| 2024 | Premios AVN     | Nominada  | Mejor escena de sexo en grupo                          | Climax 3                            |
| 2024 | Premios AVN     | Nominada  | Mejor escena de sexo lésbico                           | Lesbian Performers of the Year 2023 |
| 2024 | Premios AVN     | Nominada  | Mejor escena de sexo oral                              | Machine Gunner Episode 3            |
| 2024 | Premios XBIZ    | Nominada  | Artista femenina del año                               | —                                   |
| 2024 | Premios XBIZ    | Nominada  | Mejor actuación protagonista                           | Primary 3                           |
| 2024 | Premios XBIZ    | Nominada  | Mejor escena de sexo en película gonzo                 | Anal’s Tight on a Neon Night        |
| 2024 | Premios XBIZ    | Nominada  | Mejor escena de sexo en película lésbica               | Primary 3                           |
| 2024 | Premios XBIZ    | Ganadora  | Mejor escena de sexo en película protagonista          | Climax 3                            |
| 2024 | Premios XBIZ    | Nominada  | Mejor escena de sexo en película protagonista          | Wasteland Ultra                     |
| 2024 | Premios XBIZ    | Nominada  | Mejor escena de sexo en película performance           | Kira vs Kira                        |
| 2024 | Premios XBIZ    | Nominada  | Mejor escena de sexo en película de temática erótica   | Kira vs Kira                        |
| 2024 | Premios XBIZ    | Nominada  | Mejor escena de sexo en película vignette              | Curtain Call                        |
| 2024 | Premios XBIZ    | Nominada  | Mejor escena de sexo transexual                        | Pandemonium                         |
| 2025 | Premios AVN     | Nominada  | Artista femenina del año                               | —                                   |
| 2025 | Premios AVN     | Nominada  | Mejor escena de doble penetración                      | Payback's a Bitch                   |
| 2025 | Premios AVN     | Ganadora  | Mejor escena de sexo en grupo                          | 20 for 20                           |
| 2025 | Premios AVN     | Nominada  | Mejor escena de sexo lésbico                           | Playing Doubles                     |
| 2025 | Premios AVN     | Nominada  | Mejor escena de sexo lésbico en grupo                  | Houseguest Dommed by Lesbian Couple |
| 2025 | Premios XMA     | Nominada  | Artista femenina del año                               | —                                   |
| 2025 | Premios XMA     | Nominada  | Mejor actuación protagonista                           | Payback's a Bitch                   |
| 2025 | Premios XMA     | Ganadora  | Mejor escena de sexo en orgía o grupal                 | 20 for 20                           |
| 2025 | Premios XMA     | Nominada  | Mejor escena de sexo en película lésbica               | Vacation Pussy Tastes Better        |
| 2025 | Premios XMA     | Nominada  | Mejor escena de sexo en película performance           | Kira Noir on Display                |
| 2025 | Premios XMA     | Nominada  | Mejor escena de sexo en película vignette              | HZTV: Hardcore Demolition           |